# Charles de Bourbon-Condé (1700-1760)
Pour les articles homonymes, voir Charles de Bourbon-Condé.
Titre
Comte de Charolais
4 mars 1710 – 23 juillet 1760
(50 ans, 4 mois et 19 jours)
Signature
Charles de Bourbon-Condé, né au château de Chantilly le 19 juin 1700 et mort à Paris le 23 juillet 1760, est un militaire et prince du sang français. Il est le fils de Louis III de Bourbon-Condé, sixième prince de Condé, et de Louise-Françoise de Bourbon, fille légitimée du roi Louis XIV. Il reçut le titre de comte de Charolais.

## Biographie

### Enfance
Charles de Bourbon-Condé est né au château de Chantilly le 19 juin 1700. Il est le second fils de Louis III de Bourbon-Condé, sixième prince de Condé, et de Louise-Françoise de Bourbon, fille légitimée de Louis XIV et de Madame de Montespan. Il est nommé gouverneur de Touraine et obtient le titre de comte de Charolais durant l'année 1720, après la mort de son père le . Il combattit en Hongrie les Turcs ottomans et se distingue à la bataille de Belgrade.
En 1728, il devient l'un des prétendants de la riche héritière Maria Zofia Czartoryska alors soutenue par Louis XV dans une tentative de conquérir une position forte en Pologne avant l'élection royale. Charles est nommé gouverneur de Louis-Joseph de Bourbon-Condé, son neveu et futur prince de Condé.

### Personnalité
Il est surnommé « Courtcollet » en raison de son embonpoint, de sa petite taille et de ses longs cheveux blonds qui lui raccourcissaient davantage le cou. Le prince jouit d'une forte mauvaise réputation : personnage débauché, violent, colérique et sanguinaire, meurtrier occasionnel, à la limite de la psychopathie, incroyablement imbu de sa personne et de son rang, sûr de son impunité en tant que prince du sang. Il ne cessera de défrayer la chronique des faits divers de son temps.
Sur ordre du roi, les rapports de police le concernant furent tenus secrets. Ceux-ci relatent, entre autres turpitudes, qu'il faisait enlever et séquestrer des femmes et des jeunes filles afin de les utiliser dans des orgies sadiques qu'il organisait alors avec d'autres dépravés. Des historiens ont cru voir en lui celui qui aurait inspiré le marquis de Sade pour créer les personnages de ses romans.
Il est notamment établi, qu'en pleine rue et devant des témoins, le prince alors âgé de vingt ans fit feu de son pistolet et tua, froidement et sans raison (par amusement, pourrait-on dire), un bourgeois d'Anet qui eut le malheur de se trouver à la portée de son arme. Une autre fois, ivre et d'une fureur non contrôlée, il agressa et blessa sérieusement le malheureux cocher de l'ambassadeur d'Espagne qui avait eu l'étourderie (ou peut-être ignorait-il ce règlement concernant la façon de se stationner) de garer son carrosse dans une allée en bordure du Louvre habituellement réservée aux voitures des princes du sang. Louis XV lui signifia qu'il ne pouvait le châtier eu égard à son rang, mais qu'il pardonnerait bien volontiers à quiconque lui rendrait la pareille.

### Descendance
Charles de Bourbon-Condé aurait secrètement épousé Jeanne de Valois-Saint-Rémy, célèbre intrigante dans l'affaire du collier de la reine, descendante d'Henri II par une branche bâtarde, issue de Thomas de Valois. Ils auraient eu comme enfants Louis-Thomas (1718-1799), non reconnu par le roi et exilé en Angleterre, par son père. Il se serait occupé de toute la branche industrielle de la maison de Condé, y compris la fabrication de porcelaine.[réf. nécessaire]

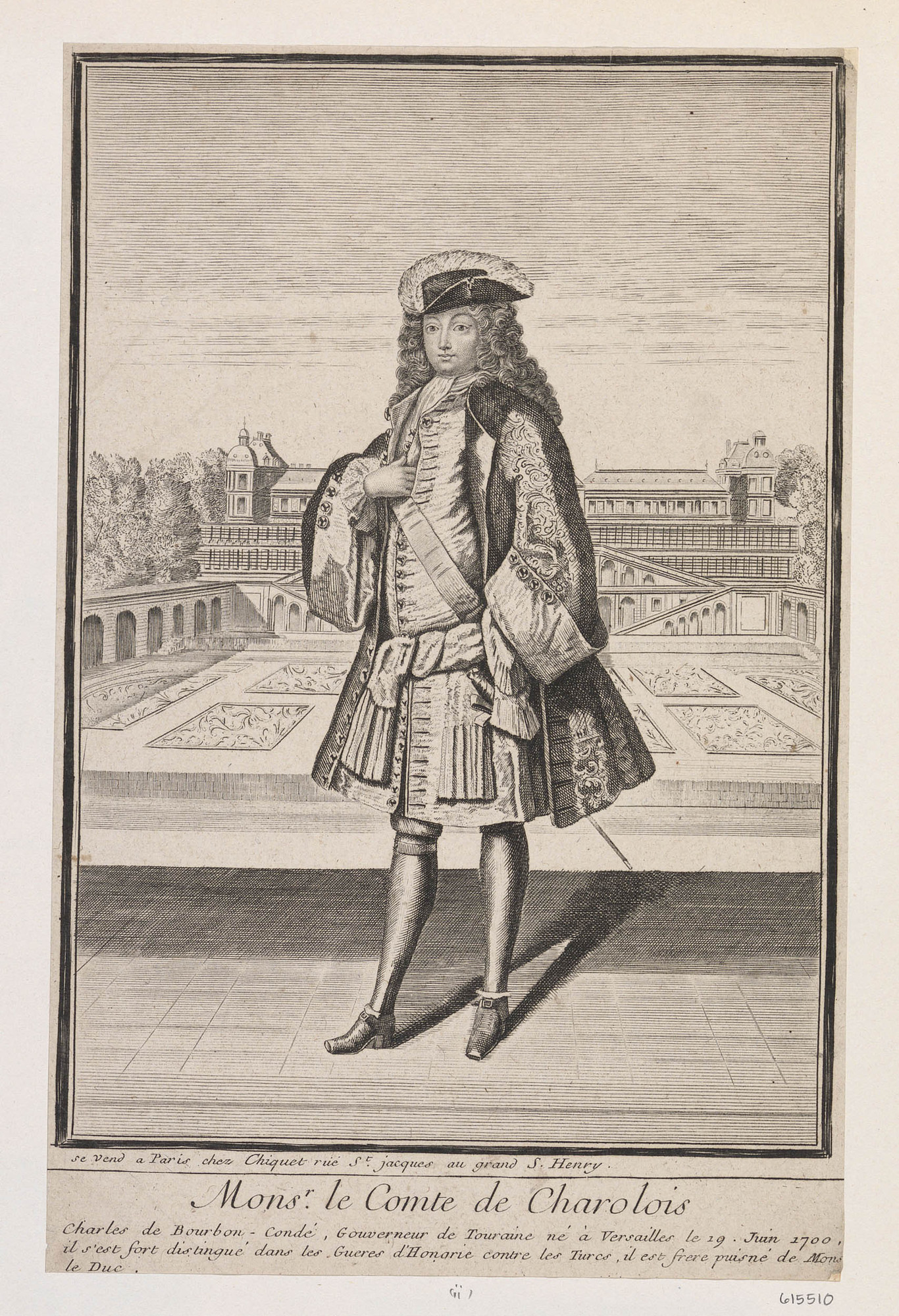
Charles de Bourbon, comte de Charolais par anonyme, entre 1720 et 1740.

Il eut des enfants naturels de Marguerite Caron de Rancurel :
1. Marie-Marguerite de Bourbon (1752-1830), légitimée par lettres patentes du roi données en novembre 1769 enregistrées le même mois par le parlement et la Chambre des comptes. Elle épouse en décembre Louis-Nicolas, comte de Puget, il était lieutenant-colonel des Grenadiers royaux de France[3].
2. Charlotte-Marguerite-Élisabeth de Bourbon (1752-1839), légitimée par lettres patentes du roi données en novembre 1769 enregistrées le même mois par le Parlement et la Chambre des comptes. Elle épouse François Xavier Joseph de Lowendal.

### Décès
Charles de Bourbon-Condé meurt le 23 juillet 1760 à Paris, âgé de soixante ans. Il sera inhumé en la collégiale Saint-Martin de Montmorency. À sa mort, le comté de Charolais revient au roi qui le rachète à Élisabeth-Alexandrine de Bourbon-Condé qui en avait hérité, le fils de Charles n'ayant pas été reconnu par le roi.

## Titulature et décoration

### Titulature
- 19 juin 1700 - 23 juillet 1760 : Son Altesse Sérénissime Charles de Bourbon, comte de Charolais, prince du sang de France.

### Décoration dynastique
| Ordre du Saint-Esprit | Chevalier des ordres du Roi (27 octobre 1722) |